# Ste-Marie (Lanleff)
Sainte-Marie von Lanleff ist ein in den Jahren 1060 bis 1080 im Stil der Romanik errichteter runder Sakralbau in der bretonischen Gemeinde Lanleff im Département Côtes-d’Armor. Da lange Unklarheit über die ursprüngliche Bestimmung des Bauwerkes herrschte, ist im Volksmund auch die französische Bezeichnung temple de Lanleff (bretonisch Templ Lanleñv) geläufig.

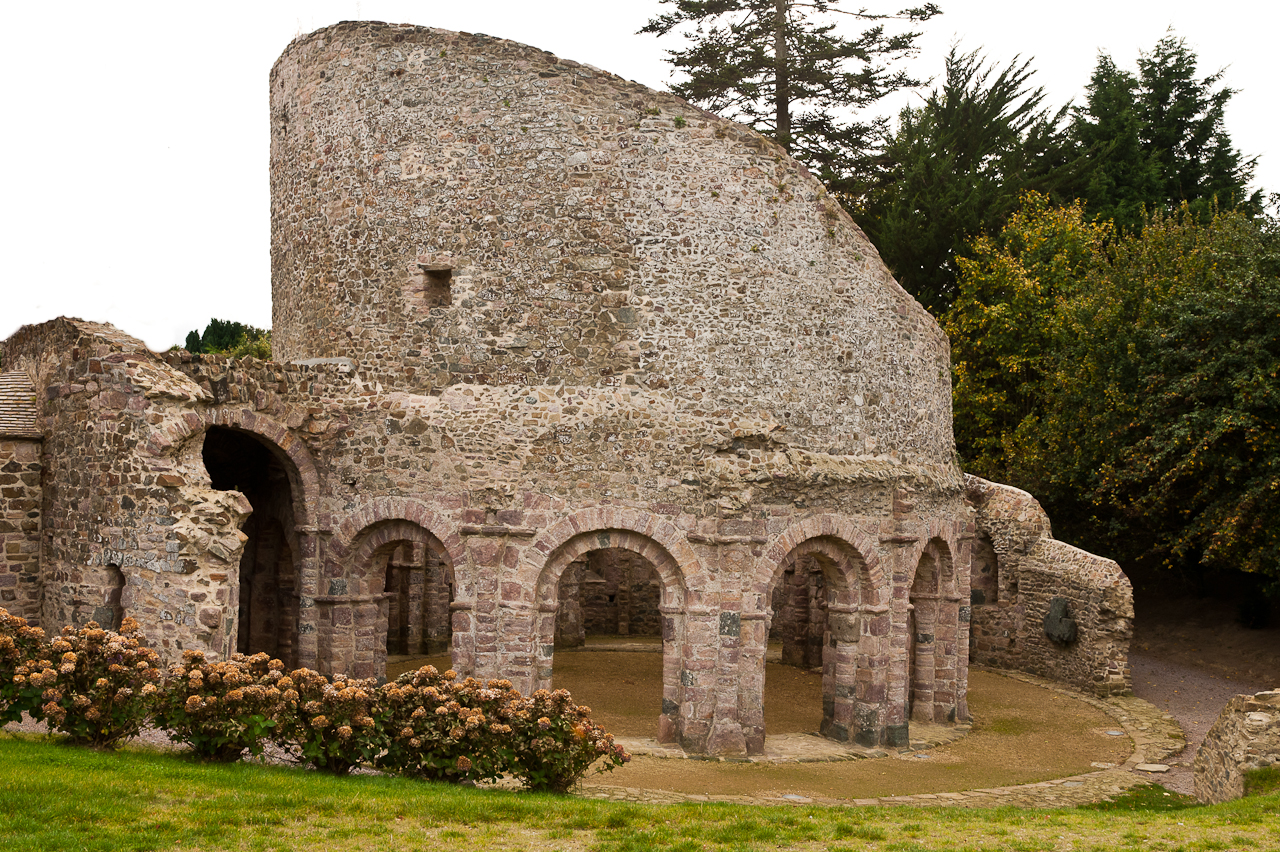
Tempel von Lanleff, Ansicht von Norden.

## Geschichte
Die Bauform der Rundkirche gab über Jahrhunderte Anlass zu Diskussionen. Zahlreiche Legenden ranken sich um das Bauwerk, in dem man zunächst einen gallo-römischen Tempel zu erkennen glaubte, ein keltisches Heiligtum oder eine merowingische Taufkapelle und schließlich einen Bau des Templerordens. Die heutige Datierung auf die zweite Hälfte des 11. Jahrhunderts stützt sich auf ein im 19. Jahrhundert entdecktes Dokument aus dem Jahr 1148, das eine Schenkung der Kirche Sainte-Marie-de-Lanlem  an das Benediktinerkloster Saint-Magloire in Léhon erwähnt.

## Architektur

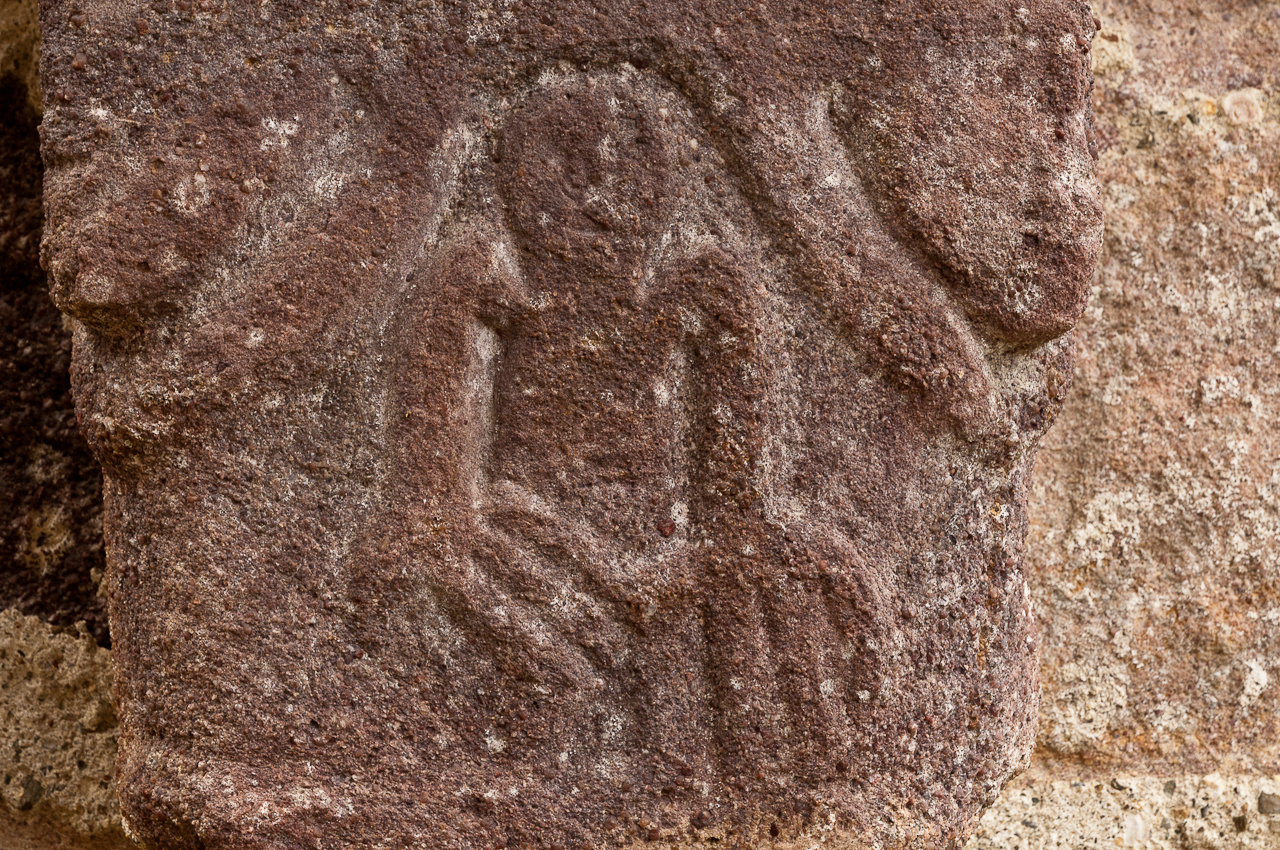
Kapitell: Adam bedeckt seine Blöße.

Die Rundkirche orientiert sich am Vorbild der Grabeskirche in Jerusalem im Bauzustand der Mitte des 11. Jahrhunderts. Ein Umgang mit zwölf Feldern und drei Apsiden umschließt den runden Kirchenraum, der vermutlich mit einem Kegeldach gedeckt war, ähnlich wie bei der Church of the Holy Sepulchre in Cambridge. Auf die zwölf Arkadenpfeiler zwischen Innenraum und Umgang sind auf allen vier Flächen Halbsäulen aufgesetzt, die wie auch die Halbsäulen der Außenwand an der Basis und im Kapitellbereich mit figürlichen und ornamentalen Reliefen geschmückt sind.
Vom ursprünglichen Rundbau ist nur die innere Rotunde erhalten, von der Außenmauer fehlt die nördliche Hälfte einschließlich einer Apsis. An die Ruinen wurden im 15. und 18. Jahrhundert zwei Anbauten gemacht, darunter die 1855 abgebrochene Pfarrkirche, als deren Vorraum die Rotunde diente.

## Fotos

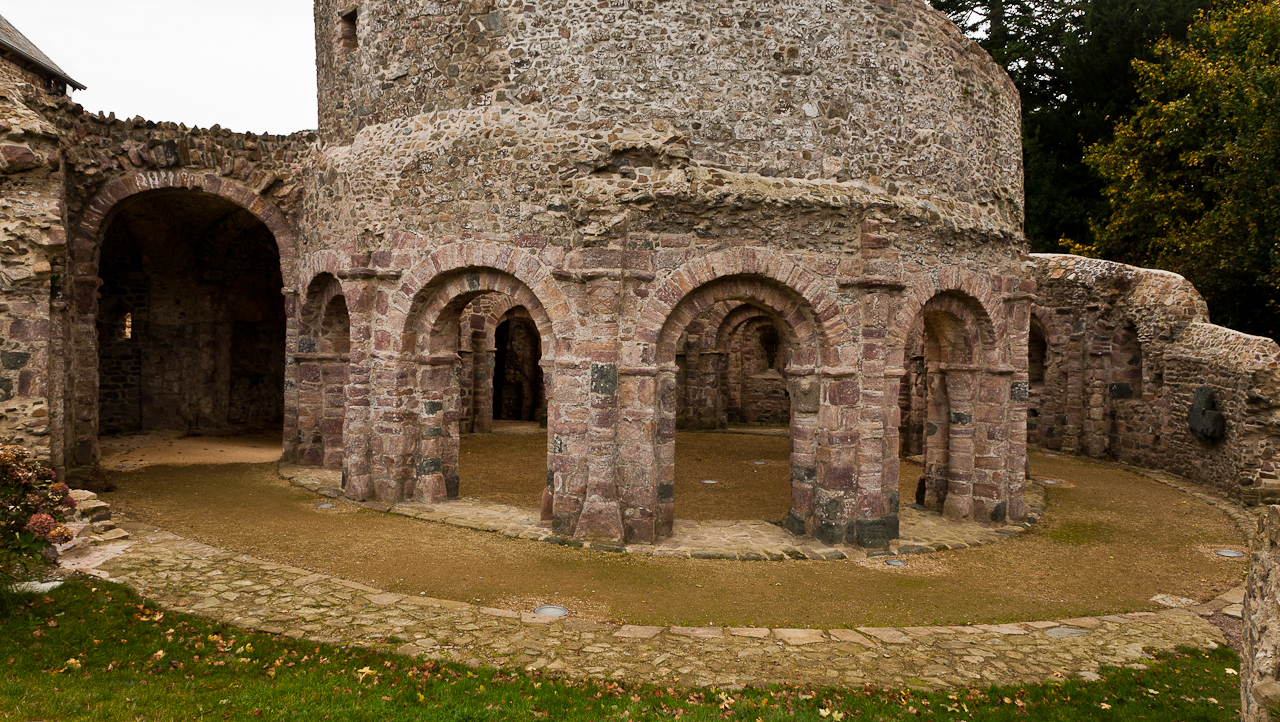
Eingang im Norden
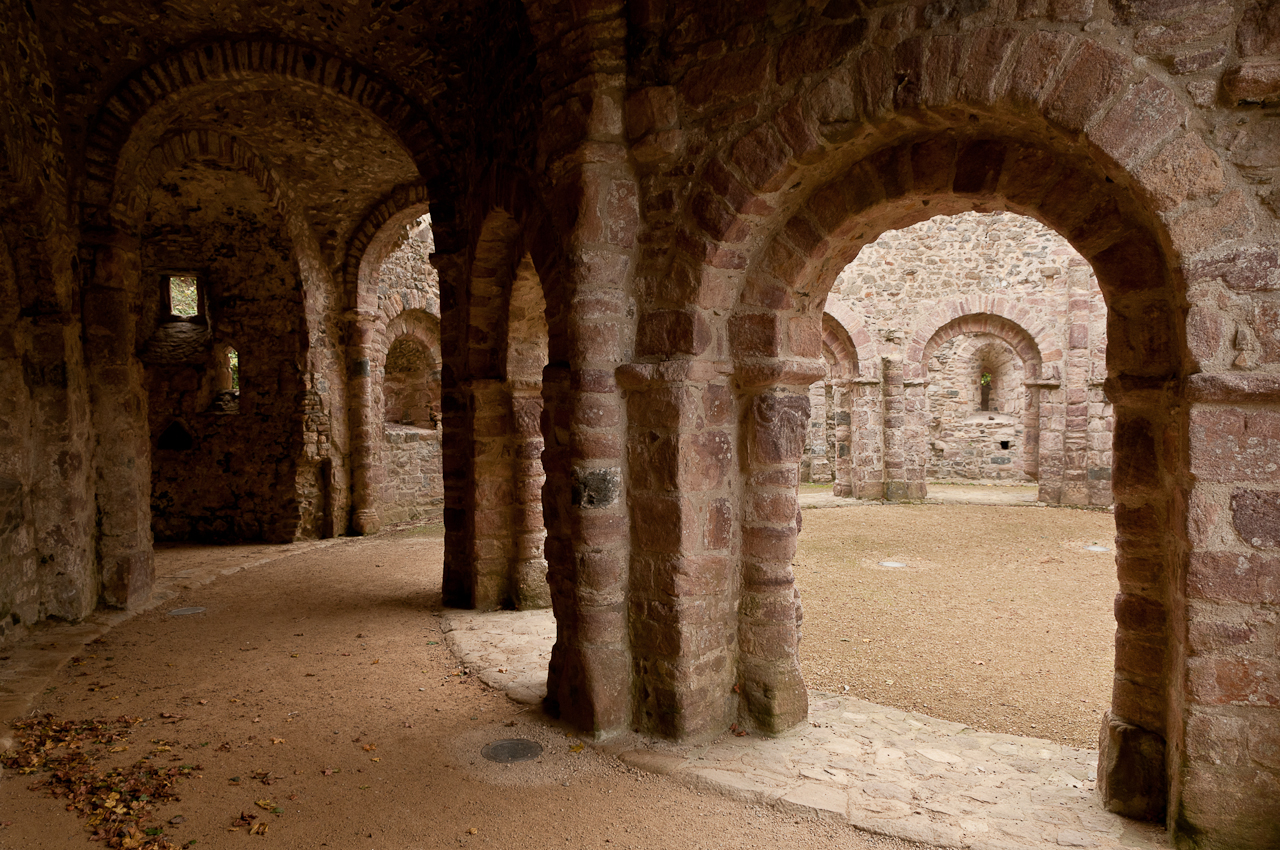
Innenarchitektur im Süden
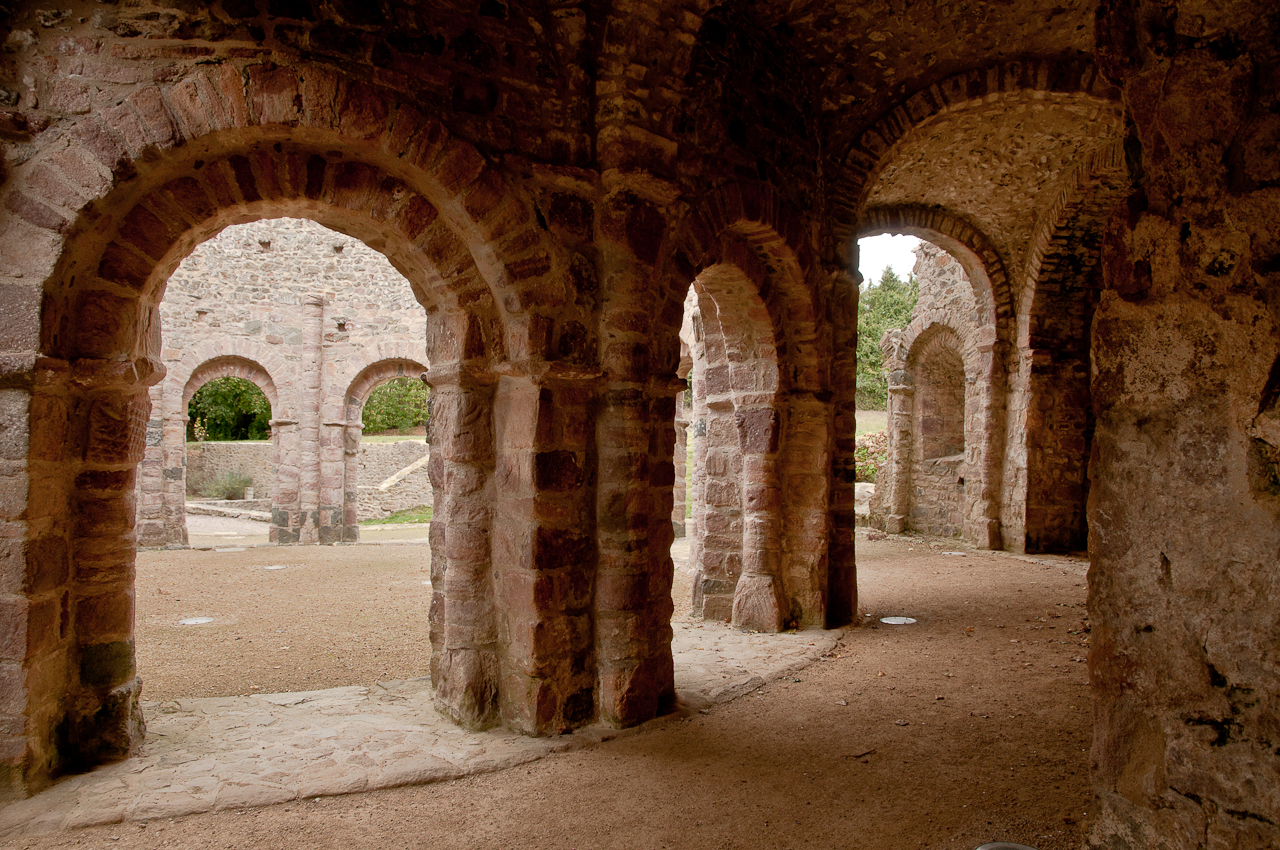
Innenarchitektur im Norden
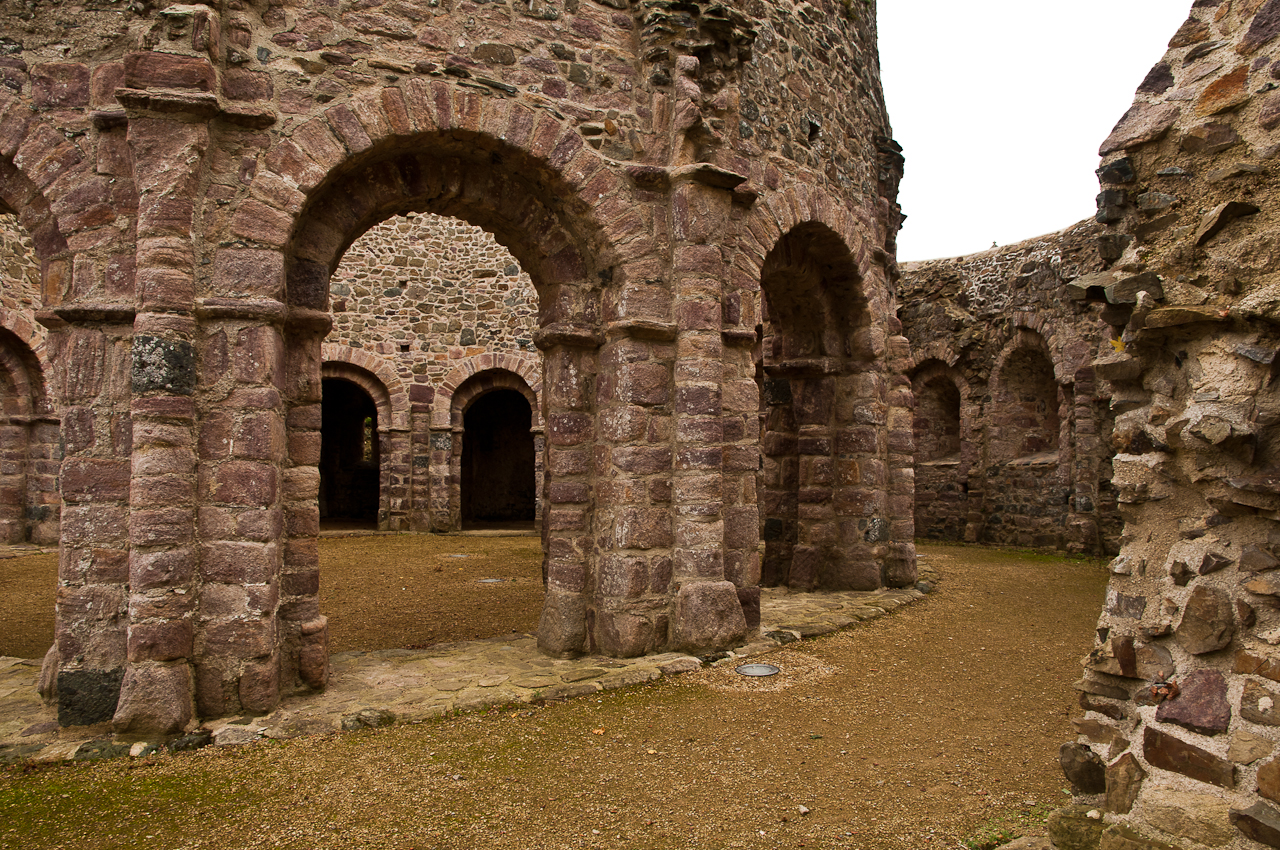
Sicht nach Westen
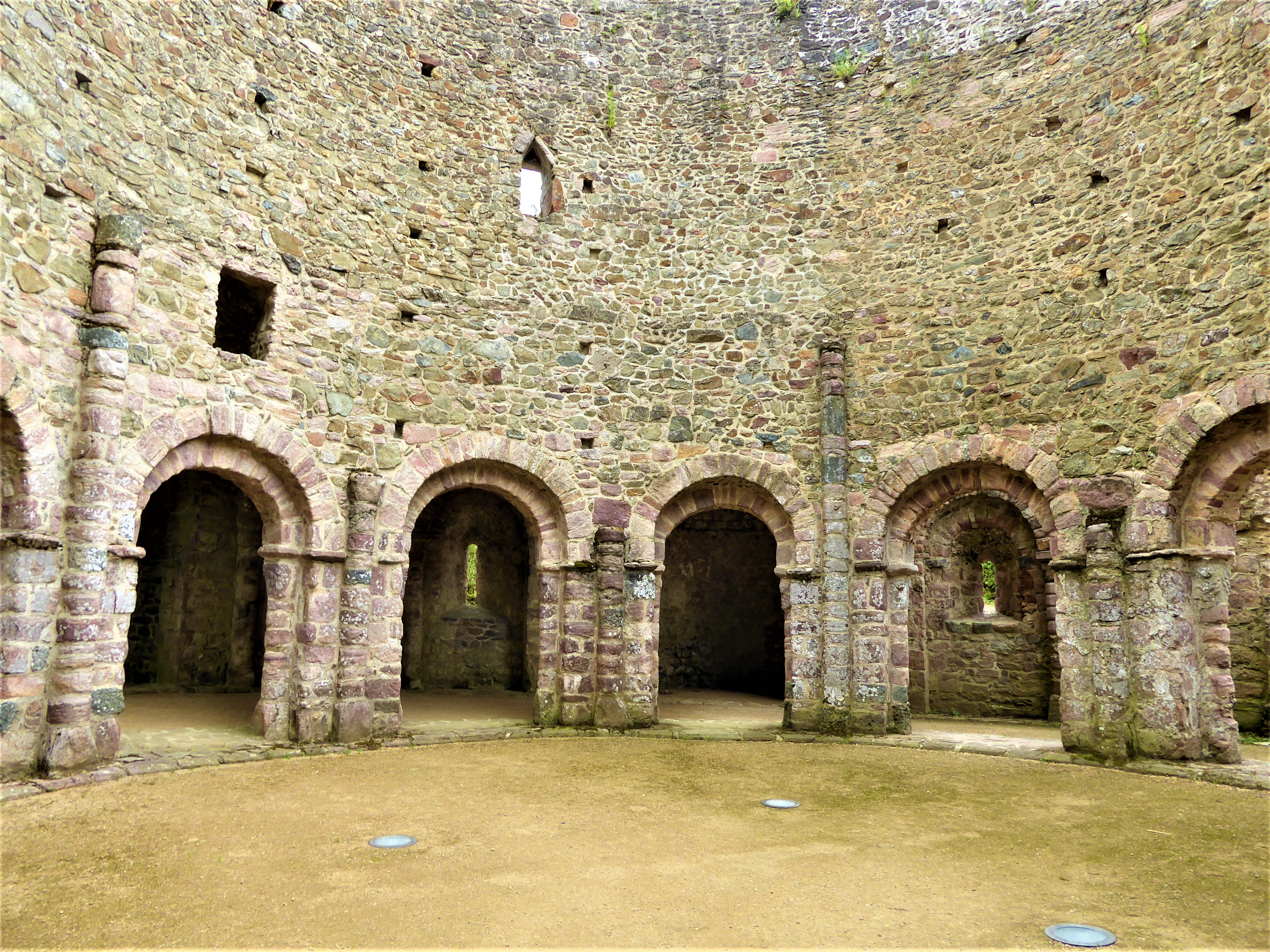
Inneres der Rotunde